# Mörka sidan
Se även Den mörka sidan (tecknad serie)
Den mörka sidan är en företeelse i Star Wars som funnits med sedan den första filmen kom 1977. Den mörka sidan av Kraften är en enkel väg, som erbjuder kraft på bekostnad av självkontroll. Ett exempel är Darth Sidious som följer den mörka sidans väg. Han påverkade även Anakin Skywalker att gå från att vara en Jedi över till den mörka sidan och bli Darth Vader.
En Jedi som går över till den mörka sidan blir alltså inte automatiskt en Sith (som är en orden man blir medlem i), utan kallas helt enkelt för en mörk Jedi.
Den mörka sidan är inte starkare än den ljusa sidan men mer förförisk. Den mörka sidans vapen är ilska och hat.
Som Jedimästare Yoda sade: "Fear is the path to the dark side. Fear leads to anger. Anger leads to hate. Hate leads to suffering." Svenska: "Rädsla är vägen till den mörka sidan. Rädsla leder till ilska. Ilska leder till hat. Hat leder till lidande."
Den mörka sidan är ett villkor för den ljusa sidans existens. En balans mellan de båda existerar alltid, antingen man vill det eller ej. Det förekommer perioder där den ena eller den andra sidan har ett litet övertag, men i det långa loppet finns ingen vinnare eller förlorare.